# Pedro Porter Casanate
Pedro Porter Casanate (Zaragoza, 1610 - Concepción, 27 de febrero de 1662) fue un marino, militar y explorador español, destacado en California. Gobernador de Chile de 1656 a 1662.

## Biografía
Entró en la carrera militar sirviendo en la Armada Real en 1624, ascendiendo a alférez y capitán, tomando parte en varios conflictos bélicos de su época y en numerosas expediciones navales a las Indias. Posteriormente llegaría a almirante de la Flota del Mar del Sur. Fue caballero de la Orden de Santiago.

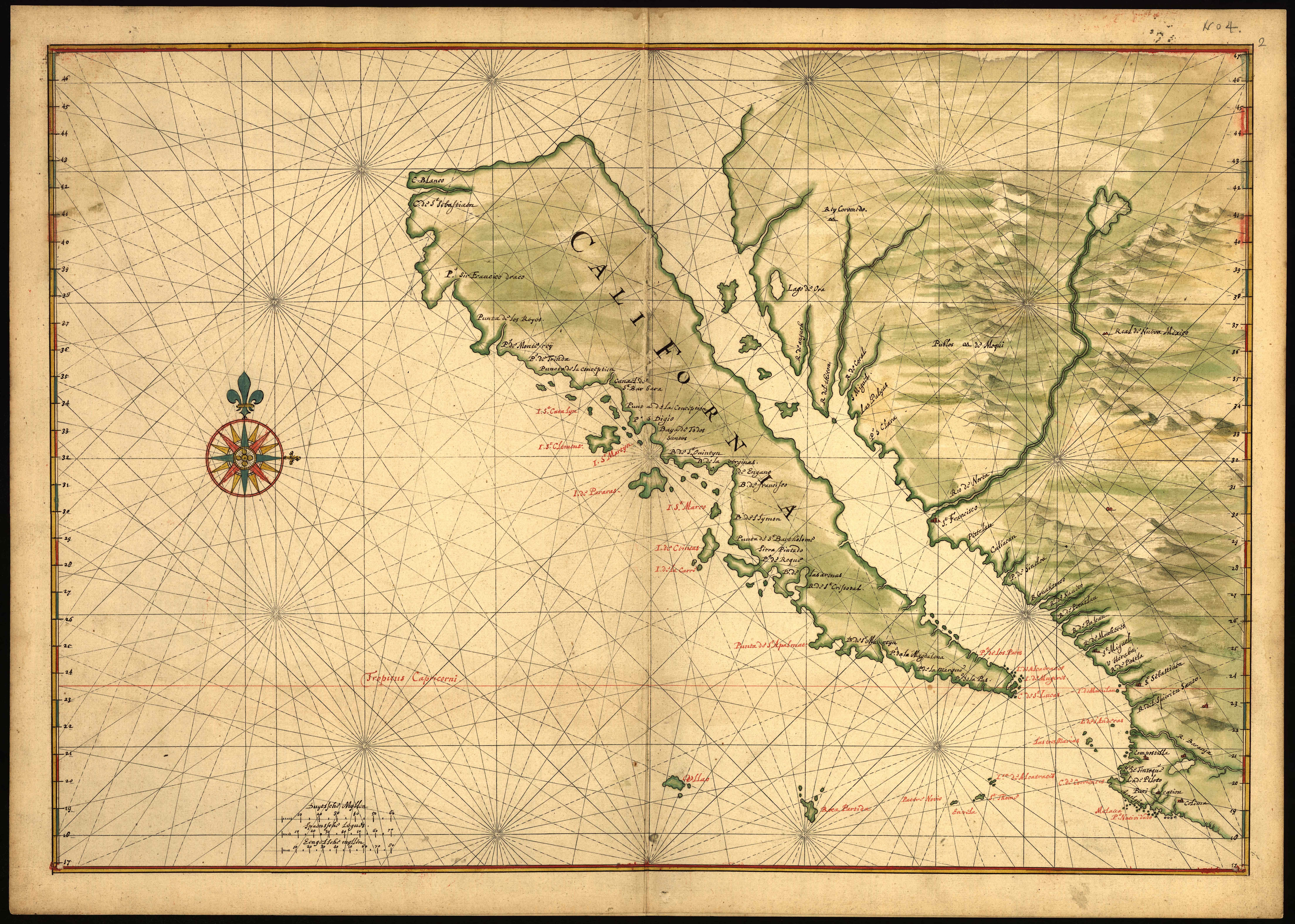
Mapa de California (c. 1650) representada como una isla.

En 1636, con la licencia y el patrocinio económico del virrey de Nueva España, Lope Díez de Aux de Armendáriz, comenzó la exploración de California, territorio en aquella época desconocido, situado en los confines del imperio español y del que se ignoraba si era isla o península.
En 1643 el rey Felipe IV le relevó de su puesto en la armada para encargarle la exploración de California; ese mismo año partió de Cádiz a Cartagena de Indias, desde donde salió para Veracruz, y atravesando el continente llegó a la costa occidental de México. Permanecería en aquellos parajes hasta 1649, explorando y colonizando la zona del golfo de California.
En 1655 fue designado gobernador del reino de Chile, en cuyas funciones tomó parte en la guerra de Arauco contra los mapuches, recuperando lo perdido militarmente por su antecesor. Porter mostró gran iniciativa por ayudar a los damnificados de la Concepción por el terremoto de 1657. Falleció de hidropesía el 27 de febrero de 1662, fue sepultado en la congregación jesuita en Concepción, donde residía actual Penco.

## Obras
Considerado como un experto en materia naval, sus tratados fueron apreciados en su época. Entre ellos se cuentan:
- Diccionario náutico
- Hidrografía general
- Arte de navegar
- Reparo a errores de la navegación española